# Sanne Lennström
Sanne Chatarina Johanna Lennström, tidigare Eriksson, född 15 augusti 1988 i Börstils församling i Östhammar, är en svensk politiker (socialdemokrat). Hon är ordinarie riksdagsledamot sedan 2018 (dessförinnan tjänstgörande statsrådsersättare 2014–2017 och 2018), invald för Uppsala läns valkrets.

## Biografi
Lennström är bosatt i Östhammar, har varit engagerad i SSU och är ledamot av kommunfullmäktige i Östhammars kommun. Hon har tidigare arbetat som gymnasielärare i samhällskunskap och historia i Stockholm.
Hon kandiderade i riksdagsvalet 2014 och blev ersättare. Lennström var tjänstgörande statsrådsersättare för Ardalan Shekarabi under perioderna 3 oktober 2014–23 april 2017 och 1 januari–24 september 2018. Lennström är ordinarie riksdagsledamot sedan valet 2018.
I riksdagen är Lennström ledamot i socialförsäkringsutskottet sedan 2022, ledamot i Valprövningsnämnden sedan 2023 och suppleant i skatteutskottet. Hon var ledamot i civilutskottet 2018–2022 samt har varit suppleant i bland annat justitieutskottet, kulturutskottet, utbildningsutskottet och Valprövningsnämnden.